# Declaración sobre los crímenes del comunismo
La Declaración sobre los crímenes del comunismo es una declaración firmada el 25 de febrero de 2010 por varios destacados políticos europeos, ex presos políticos, defensores de los derechos humanos e historiadores, que pide la condena del comunismo.

## Creación
Concluyó la conferencia internacional de Crímenes de los regímenes comunistas, que tuvo lugar en el Senado de la República Checa y la Oficina del Gobierno de la República Checa del 24 al 26 de febrero de 2010. La declaración reiteró muchas de las sugerencias de la Declaración de Praga sobre Conciencia Europea y Comunismo.

### Anfitriones
La conferencia fue organizada por Jiří Liška, vicepresidente del Senado checo, y la Oficina del Gobierno de la República Checa, y organizada por el Instituto para el Estudio de los Regímenes Totalitarios bajo el patrocinio de Jan Fischer, Primer ministro de la República Checa, Heidi Hautala, Presidenta de la Subcomisión de Derechos Humanos del Parlamento Europeo, Göran Lindblad, Vicepresidente de la Asamblea Parlamentaria del Consejo de Europa, entre otros. Los socios de cooperación fueron la Fundación Konrad Adenauer, la Oficina de Información del Parlamento Europeo, la Representación de la Comisión Europea en la República Checa, la Fundación Robert Schuman del Partido Popular Europeo, el Instituto Polaco en Praga, el Comisario Federal de la Stasi. Records y el Fondo Nacional para la Democracia.

## Contenido
La declaración pidió la condena del comunismo, la educación sobre los crímenes comunistas, el enjuiciamiento de los criminales comunistas mediante el establecimiento de un tribunal internacional dentro de la Unión Europea para los crímenes comunistas, la construcción de un monumento a las víctimas del comunismo mundial y la reducción de las pensiones y las prestaciones de seguridad social para perpetradores comunistas. La declaración decía que:
- "Los regímenes comunistas han cometido, y en algunos casos siguen cometiendo, crímenes de lesa humanidad en todos los países de Europa Central y Oriental y en otros países donde el comunismo todavía está vivo"
- "Los crímenes de lesa humanidad no están sujetos a limitaciones estatutarias según el derecho internacional; sin embargo, la justicia que se ha hecho a los autores de crímenes comunistas durante los últimos 20 años ha sido extremadamente insatisfactoria"
- "No debemos negar a las decenas de millones de víctimas del comunismo su derecho a la justicia"
- "Dado que los crímenes de lesa humanidad cometidos por los regímenes comunistas no están bajo la jurisdicción de los tribunales internacionales existentes, pedimos la creación de un nuevo tribunal internacional con un asiento dentro de la UE para los crímenes del comunismo. Los crímenes comunistas de lesa humanidad deben ser condenados por este tribunal de manera similar a como los crímenes nazis fueron condenados y sentenciados por el tribunal de Nuremberg, y como los crímenes cometidos en la ex Yugoslavia fueron condenados y sentenciados "
- "No castigar a los criminales comunistas significa ignorar y, por tanto, debilitar el derecho internacional"
- "Como acto de reparación y restitución, los países europeos deben introducir una legislación que iguale las pensiones y los beneficios de la seguridad social de los autores de delitos comunistas para que sean iguales o menores que los de sus víctimas"
- "Como la democracia debe aprender a ser capaz de defenderse a sí misma, el comunismo debe ser condenado de manera similar al nazismo. No equiparamos los respectivos crímenes del nazismo y el comunismo, incluidos el Gulag, el Laogai y los campos de concentración nazis. Ellos cada uno debe ser estudiado y juzgado por sus propios méritos terribles. La ideología comunista y el gobierno comunista contradicen la Convención Europea de Derechos Humanos y la Carta de Derechos Fundamentales de la UE. Así como no estamos dispuestos a relativizar los crímenes del nazismo, no debemos aceptar una relativización de los crímenes del comunismo ".
- "Hacemos un llamado a los estados miembros de la UE para que incrementen la concienciación y la educación sobre los crímenes del comunismo; les recordamos la necesidad de implementar, sin más demora, la Resolución del Parlamento Europeo (2 de abril de 2009) para marcar el 23 de agosto como -Día general en recuerdo de las víctimas de todos los regímenes totalitarios y autoritarios ”.
- "Hacemos un llamado a la Comisión Europea y al Consejo Europeo de Justicia y Asuntos de Interior para que adopten una Decisión Marco que introduzca una prohibición paneuropea de excusar, negar o trivializar los crímenes del comunismo".
- "La creación de la Plataforma de la Memoria y la Conciencia europeas, respaldada por el Parlamento Europeo y el Consejo de la UE en 2009, debe completarse a nivel de la UE. Los gobiernos individuales deben cumplir sus compromisos con respecto al trabajo de la Plataforma".
- "Como un acto de reconocimiento a las víctimas y respeto por el inmenso sufrimiento infligido a la mitad del continente, Europa debe erigir un monumento a las víctimas del comunismo mundial, siguiendo el ejemplo del monumento en los Estados Unidos en Washington, D.C."

## Firmantes
- Jiří Liška, vicepresidente del Senado checo
- Harry Wu, activista de derechos humanos
- Nikita V. Petrov, vicepresidente de Memorial
- Heidi Hautala, presidenta del Subcomité de Derechos Humanos del Parlamento Europeo
- Ivana Janů, magistrada de la Corte Constitucional, ex jueza del Tribunal Penal Internacional para la ex Yugoslavia
- Joachim Gauck, excomisario del Comisionado Federal para los Registros de la Stasi
- Vytautas Landsbergis, expresidente de Lituania
- Göran Lindblad, vicepresidente de la Asamblea Parlamentaria del Consejo de Europa
- Hubert Gehring, director de la Fundación Konrad Adenauer en Praga
- Naděžda Kavalírová, Presidenta de la Confederación de Presos Políticos de la República Checa